# Racopilum plicatum
Racopilum plicatum là một loài rêu trong họ Racopilaceae. Loài này được Renauld & Cardot mô tả khoa học đầu tiên năm 1891.